# Zeměměřičství

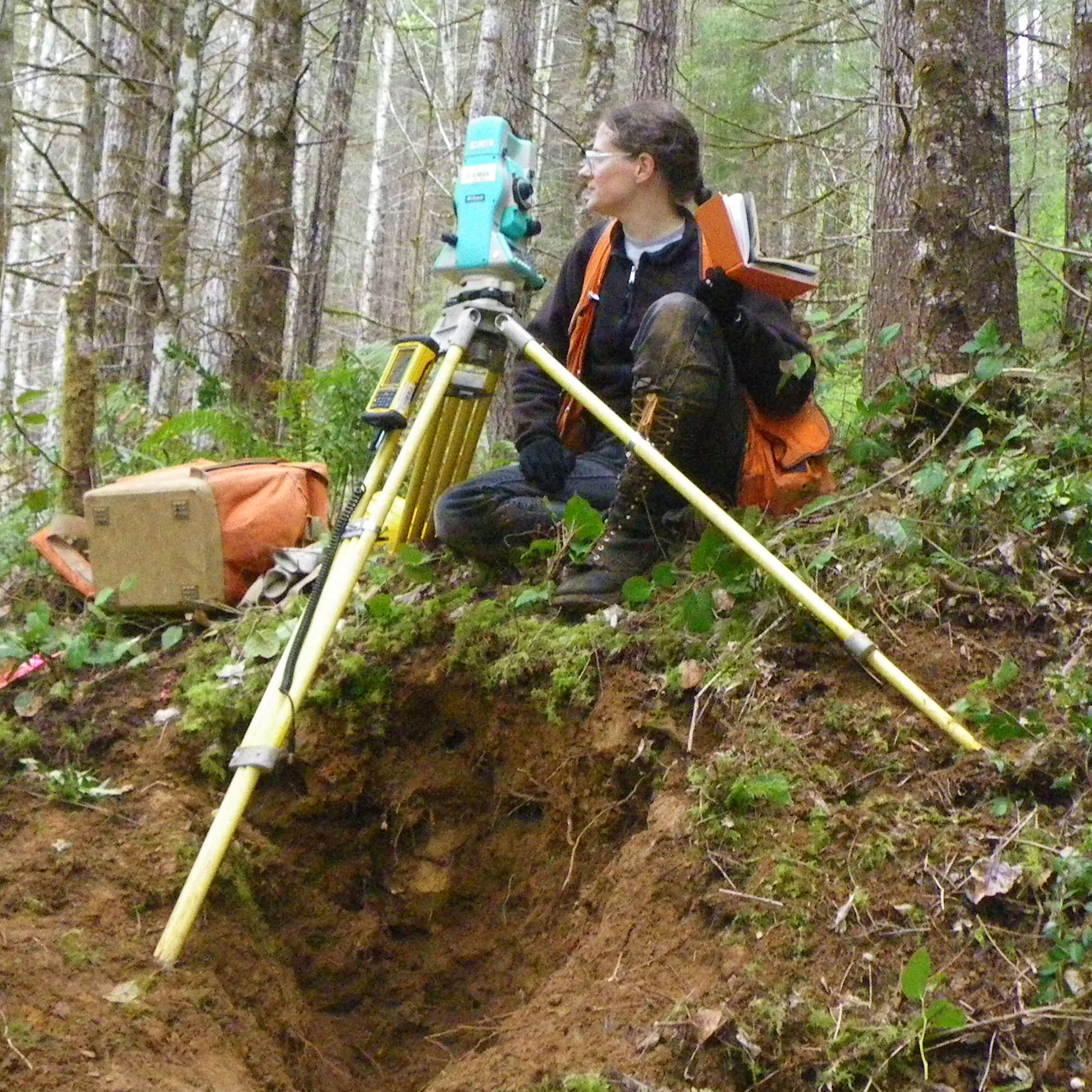
Zeměměřič používající totální stanici (teodolit na trojnožce).

Zeměměřičství je technika a profese (viz zeměměřič), která se zabývá zjišťováním bodů v dvojrozměrném nebo trojrozměrném prostoru a měřením vzdáleností a úhlů mezi těmito body. Tyto body se nacházejí na povrchu země a slouží například pro vytváření map, vymezení hranic pozemků v soukromém vlastnictví, umístění budov a staveb, převodu plánů do terénu i pro další účelů daných zákony, například při evidenci (katastr), prodeji nebo převodu nemovitostí.

## Historie
Zeměměřičství je praktická geometrie, která byla provozována už ve starověku (starověký Egypt, starověké Řecko). Takzvaní napínači provazů vyměřovali a vytyčovali pozemky a stavby, přičemž je vyznačovali značkami (body), které byly umísťovány do rohů (vrcholy) nebo do jiných významných míst útvarů. Měřili čtyři druhy velikostí: délka, plocha, objem a velikost úhlů. Veličinou délky a obsahu rozuměli délku jednotlivých provazů nebo vzdálenost dvou různých značek. Délku bylo možné vztahovat poměrem k pevně zvolené veličině: olympický stadion (stadium, tj. 192,3 metru), attický stadion (177,5 metru). Plocha byla vztažena ke čtverci o straně zvolené veličiny, a podobně objem ke krychli o hraně zvolené jednotky. Velikost úhlů byla vyjadřována poměrem k velikosti pravého úhlu.